# Zentralarchiv zur Erforschung der Geschichte der Juden in Deutschland
Das Zentralarchiv zur Erforschung der Geschichte der Juden in Deutschland in Heidelberg wurde 1987 gegründet. Es ist eine Einrichtung des Zentralrats der Juden in Deutschland und wird vom Bundesministerium des Innern gefördert. Die Konzeption knüpft an die des Gesamtarchivs der deutschen Juden an, das von 1905 bis zur Übernahme durch das Reichssippenamt nach dem Novemberpogrom 1938 in Berlin bestand. Hauptanliegen ist die Aufbewahrung und Erschließung von historisch wertvollem Schriftgut jüdischer Gemeinden, Verbände, Institutionen und Personen. Das Zentralarchiv hat vier Mitarbeiter und verfügt über eine Magazinkapazität von fast 2000 laufenden Metern.
Ausführliche Übersichten über die Bestände und Sammlungen ebenso wie zahlreiche detaillierte Aufstellungen und Verzeichnisse finden sich auf den Webseiten des Zentralarchivs.
Seit Sommer 2021 hat das Zentralarchiv seinen Sitz in den Räumlichkeiten der ehemaligen Tabakwarenfabrik Landfried im Stadtteil Bergheim. Derzeitiger Leiter ist Ittai Joseph Tamari, der 2016 auf Peter Honigmann folgte. Das Zentralarchiv wurde am 14. September 2021 offiziell eröffnet.